# الماركسية الحية (مجلة)
الماركسية الحية هي مجلة بريطانية تم إطلاقها في الأصل عام 1988 كمجلة للحزب الشيوعي الثوري. تم تغيير علامتها التجارية إلى الماركسية الحية في عام 1992 وتوقف عن النشر في مارس 2000 بعد دعوى تشهير ناجحة رفعتها آي تي إن. تم إحيائها على الفور باسم مجلة سبايكد على الإنترنت.

## الأهداف
لخصت مقدمة مجلة الماركسية الحية نظرتها على النحو التالي:

## الآراء
تضمنت الآراء التي تم شرحها بانتظام في مجلة الماركسية الحية «ثقافة الخوف» على سبيل المثال من خلال التشكيك في التغطية الإعلامية للإيدز في ذلك الوقت باعتباره مرض شاذ في الغالب في الغرب. غطى نقدها التغطية الإعلامية في إفريقيا والعالم النامي في سياق التدخل الغربي والتخلف والفقر. ناقش ادعاءات حماية البيئة بأن الحد من الاستهلاك كان وجهة نظر تقدمية.
انتقد كتاب الحركة القومية التصوير الإعلامي للحروب الأهلية في رواندا والبوسنة والهرسك وشككوا في أن القوات الصربية أو الهوتو ارتكبت إبادة جماعية خلال تلك الصراعات. في عام 1993 نشرت مجلة الماركسية الحية معرض بعنوان «الإبادة الجماعية ضد الصرب» الذي وضع صور للصرب الذين قُتلوا في جرائم حقبة الحرب العالمية الثانية مع جنود صرب قُتلوا في معارك أثناء الحروب اليوغوسلافية. في عام 1995 نشرت مجلة الماركسية الحية مقال بقلم فيونا فوكس تقول فيه:
وصف المؤرخ ماركو أتيلا هور موقفهم بأنه إنكار الإبادة الجماعية فيما يتعلق بكل من الإبادة الجماعية في رواندا والبوسنة والهرسك.
اقترح دعاة حماية البيئة مثل جورج مونبيوت وبيتر ميلشيت أن مجموعة الكتاب المرتبطين بمجلة الماركسية الحية يواصلون تشكيل شبكة مجلة الماركسية الحية تتبع أجندة أيديولوجية مناهضة للبيئة تحت ستار تعزيز النزعة الإنسانية. الكتاب الذين اعتادوا الكتابة للماركسية الحية يرفضون هذا باعتباره «نظرية مؤامرة مكارثية».

## آي تي إن ضد مجلة الماركسية الحية
في فبراير 1997 نشر المحرر ميك هيوم مقال بقلم الصحفي الألماني توماس ديتشمان ادعى فيه أن آي تي إن قد أساءت تمثيل حرب البوسنة والهرسك في تغطيتها في عام 1992. ناشرو مجلة الماركسية الحية رفعوا دعوى قضائية بتهمة التشهير من قبل آي تي إن. تسببت القضية في البداية في إدانة دولية لآي تي إن كواحد من منتقدي مجلة الماركسية الحية الصحفي جورج مونبيوت الذي كتب في مجلة بروسبيكت:
ومع ذلك تابع مونبيوت:
جادل مقال «الصورة التي خدعت العالم» بأن لقطات آي تي إن التي وقف فيها رجل مسلم بوسني هزيل خلف سياج من الأسلاك الشائكة كانت مصممة لتصوير معسكر إبادة على الطراز النازي بينما زعم ديتشمان: «لم يكن سجنا وبالتأكيد ليس» معسكر اعتقال«ولكنه مركز تجميع للاجئين وذهب العديد منهم إلى هناك بحثا عن الأمان ويمكنهم المغادرة مرة أخرى إذا رغبوا في ذلك». ومع ذلك فإن فحص لمضمون هذه القضية من قبل أستاذ الجغرافيا الثقافية والسياسية في جامعة دورهام يشير إلى أن الادعاءات الرئيسية التي قدمها ديتشمان ومجلة الماركسية الحية «خاطئة ومعيبة».
رفعت قضية التشهير ضد مجلة الماركسية الحية وفي مارس 2000 أُجبرت المجلة على الإغلاق. تم منح كل من المراسلين بيني مارشال وإيان ويليامز مبلغ 150.000 جنيه إسترليني مقابل قصة مجلة الماركسية الحية وأمرت المجلة بدفع 75.000 جنيه إسترليني لقذف آي تي إن في مقال نشر في فبراير 1997.
إذا نظرنا إلى الوراء علق هيوم في الجريدة:
في المقابل لخص البروفيسور كامبل من جامعة دورهام دراسته للحالة على النحو التالي: